# Urosigalphus armatus
Urosigalphus armatus är en stekelart som beskrevs av William Harris Ashmead 1889. Urosigalphus armatus ingår i släktet Urosigalphus och familjen bracksteklar. Inga underarter finns listade i Catalogue of Life.